# 太魯閣蝨蚜
太魯閣蝨蚜（学名：Neothoracaphis tarokoensis）为扁蚜科背蝨蚜屬下的一个种。其种加词“tarokoensis”意为“台湾省花莲县太鲁阁的”。